# Маловитлино 2
 Маловитлино 2  — деревня в Яранском районе Кировской области в составе Никулятского сельского поселения.

## География
Расположена на расстоянии примерно 27 км на восток-юго-восток по прямой от районного центра города Яранск.

## История
Известна с 1891 года как Маловитлинская или Середина, в 1905 здесь (Маловитлинская 2-я или Середина) дворов 23 и жителей 131, в 1926 30 и 171 (164 мари), в 1950 (2-е Малое Витлино) 28 и 94, в 1989 59 жителей. Настоящее название утвердилось с 1978 года.

## Население
Постоянное население составляло 37 человек (мари 95%) в 2002 году, 28 в 2010.